# Топчій Леонід Іванович
Леоні́д Іва́нович Топчі́й (рос. Леони́д Ива́нович Топчи́й; 10 (23) березня 1913, Харків — 24 вересня 1974, Казань
) — радянський російськомовний письменник, поет, перекладач і журналіст, член СП СРСР.

## Біографія

### Харків
Леонід Топчій народився у Харкові 10 (23) березня 1913 року (за іншими даними: 23 лютого 1913 або 1914 року).
Почав писати вірші ще у школі. Змалечку цікавився музикою та живописом. Закінчив Харківське художнє училище. Був членом Спілки радянських письменників, обіймав посаду завідувача сектору роботи з молодими авторами Харківської організації СРПУ. Був співробітником газет «Харьковский рабочий» та «Юный ленинец», активно публікувався в Літературному журналі..
1940 році видав свою першу збірку віршів — «У синього моря» (рос. У синего моря). Друга збірка — «Воєнний час» (рос. Военное время) — була видана 1941-го. На українську Топчія перекладали Терентій Масенко і Володимир Свідзінський.
Під час німецького вторгнення був визнаний непридатним до служби. Не евакуювався із Харкова, оскільки мусив піклуватися коло важкохворого батька.. До окупації друкувався у газеті «Соціалістична Харківщина», журналах «Радянська Україна» и «Перець».
У 1942 році вірші Топчія були покладені на музику композитором Семеном Тартаковським. Пісня дістала назву «Кавалерійська».
Під час окупації 1941—1943 років публікувався в харківській газеті «Нова Україна», підробляв вантажником, малював вивіски. У 1944 році був репресований за 54-ою статтею КК УРСР за публікації у німецьких газетах. Відсидів 10 років таборів на Уралі, де на лісоповалі втратив око (за іншою інформацією око вибив прикладом гвинтівки червоноармієць при звільненні Харкова від німців).

### Казань
Після звільнення у 1954 році оселився у Казані. Співпрацював із газетою «Радянська Татарія» та журналом «Чаян», альманахом «Літературна Казань», обіймав посаду літературного консультанта у піонерській газеті. Перекладав з татарської твори Ахмеда Ісхака, Шайхі Маннур, Дж. Тарджеманова. В 1959 видав свій третій поетичний збірник без назви («Вірші») Згодом видав ще кілька тонких збірок поезій.
Жив у злиднях, багато пиячив.
14 вересня 1974 року Леоніда Топчія збила міліцейська машина (за іншими даними машина швидкої допомоги або фургон витверезника). Нетверезого і без документів при собі його прийняли за бездомного і відвезли до лікарні, де він помер 24 числа. Похований 27 вересня на Арському кладовищі.
Більшість віршів Топчія не публікувалась за життя через цензуру. Третій великий збірник поета під назвою «Моя золота осінь» вийшов уже посмертно в 1983 році. А в 1993 році Леонід Топчій був посмертно реабілітований.
У 2003 році журнал «Казань» видав збірку віршів Леоніда Топчія під назвою «Воскресіння» за редакцією доньки поета.